# Camellia montana
Camellia montana là một loài thực vật có hoa trong họ Theaceae. Loài này được (Blanco) H.T.Chang & S.X.Ren mô tả khoa học đầu tiên năm 1991.